# Hamburg-Neustadt

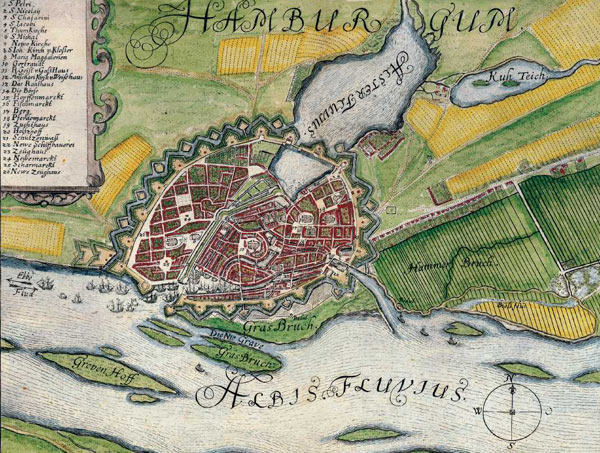
Hamburg in 1660: Neustadt links en Altstadt rechts binnen de stadsvesten

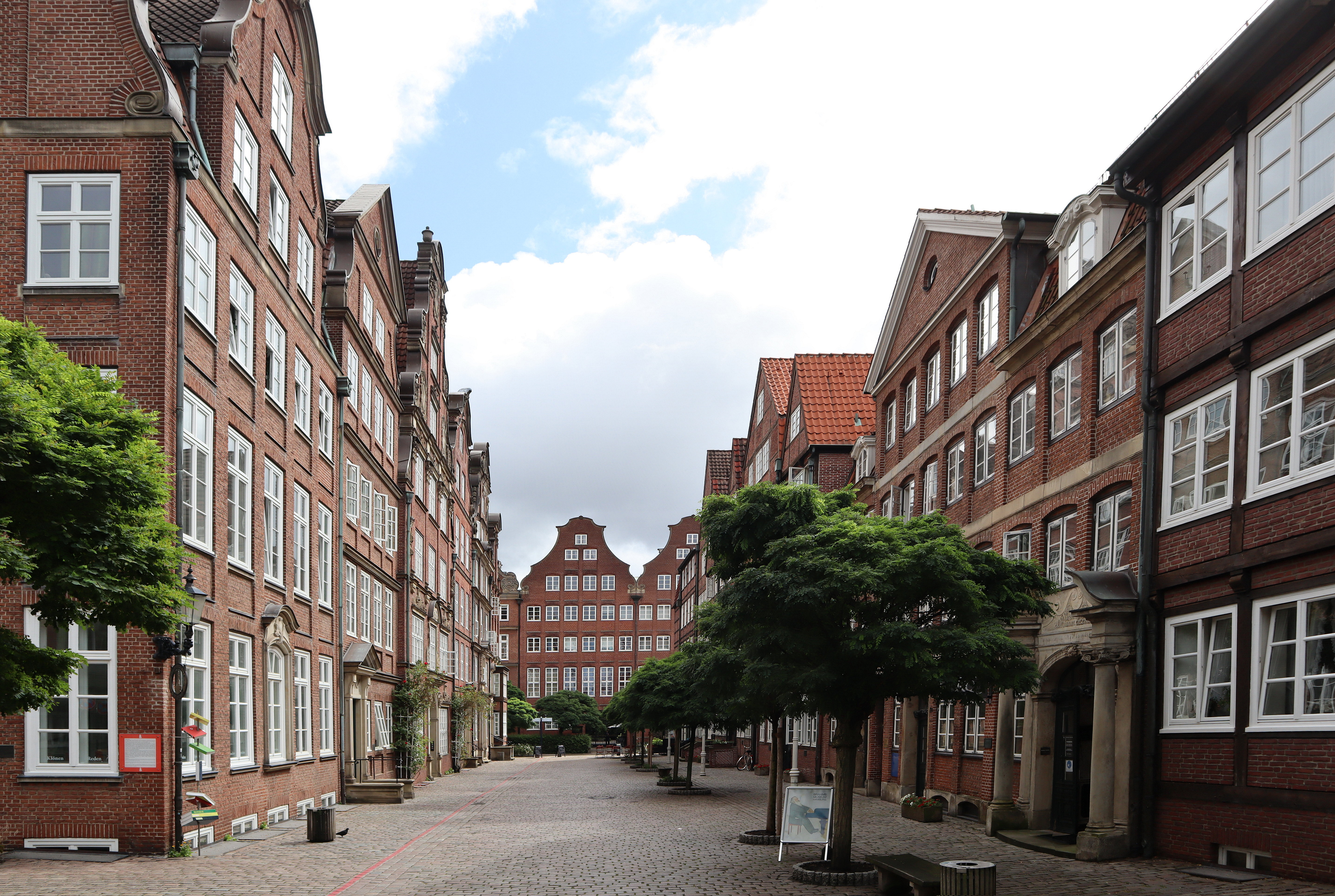
Peterstraße

Neustadt is een stadsdeel van de Duitse stad Hamburg, centraal gelegen in het district Hamburg-Mitte. Neustadt is onderdeel van de oude, historische kern van Hamburg, op de rechteroever van de Elbe. Het is gelegen tussen de stadsdelen Altstadt en Sankt Pauli. De grens met Altstadt in het oosten is de Alsterfleet, de grens met St. Pauli wordt gevormd door de oude vesten van de stad, in het noorden ligt Rotherbaum, in het zuiden over de Elbe heen Steinwerder.
In dit stadsdeel bevindt zich het KomponistenQuartier, een verzameling van zes musea in historische panden die zich aan een componist wijden die in Hamburg geboren is of er gewerkt heeft.
In de Neustadt vindt men de Sint-Michielskerk, een van de vijf hoofdkerken van Hamburg. De andere vier bevinden zich in de Altstadt. Ook de Hamburger Seemannskirchen in het Portugiesenviertel, het Justizforum, de Laeiszhalle, de Hamburgische Staatsoper en de Berenberg Bank liggen in Neustadt. Het Bismarck-Denkmal van Hamburg in Neustadt is met 34 m hoogte het grootste standbeeld van Bismarck.

## Geschiedenis
De belening van de graaf Adolf II van Schaumburg met de graafschappen Holstein en Stormarn vormt een keerpunt in de geschiedenis van Hamburg. De graven van Schaumburg en Holstein worden beschouwd als de tweede stichters van de stad. In 1143 sticht graaf Adolf II Lübeck, maar hij raakt deze stad in 1158 kwijt aan hertog Hendrik de Leeuw van Saksen. Daarop besluit zijn zoon, graaf Adolf III bij de Altstadt van Hamburg een handelsstad te stichten. Deze koopmansstad Nieuw-Hamburg ontwikkelt zich in hetzelfde tempo als Lübeck. Op 7 mei 1189 krijgt de nieuwe stad handels- en scheepvaartprivileges van keizer Frederik I. Als aan de bedreiging door Denemarken in 1227 door de slag bij Bornhöved een eind is gekomen, met kleinzoon Graaf Adolf IV van Schauenburg en Holstein aan het hoofd van de Duitse troepen, groeit de stad gedurende die eeuw uit tot de viervoudige omvang. De oude aartsbisschoppelijke stad wordt door graaf Adolf IV van Schauenburg en Holstein in 1228 gekocht, zodat beide stadsdelen, de Altstadt en het huidige Neustadt, dan in handen van de graaf van Holstein zijn.
Billbrook · Billstedt · Borgfelde · Finkenwerder · HafenCity · Hamburg-Altstadt · Hamm-Nord · Hamm-Mitte · Hamm-Süd · Hammerbrook · Horn · Kleiner Grasbrook · Neustadt · Neuwerk · Rothenburgsort · Steinwerder · Sankt Georg · Sankt Pauli · Veddel · Waltershof · Wilhelmsburg